# Jean Djorkaeff
Jean Djorkaeff (Charvieu-Chavagneux, 27 de outubro de 1939) é um ex-jogador de futebol francês.
Filho de um calmuco (povo de origem mongol), Igor Djorkayev, que emigrou para a França após os conflitos gerados com a Revolução Russa, e de mãe de origem polaca.
Jean Djorkaeff debutou em 1958 no Lyon, fixando-se na equipe como lateral-direito. Conquistou uma Copa da França, título que novamente ganharia no Olympique Marselha, para onde se transferiu após a Copa do Mundo de 1966. Jean jogaria ainda no Paris Saint-Germain e no Paris antes de se aposentar, em 1974.
Jean casou-se com uma exilada armênia e com ela teve seu filho, Youri Djorkaeff, que disputaria pela França as Copas do Mundo de 1998 (tendo sido campeão) e 2002. 